# Nicolas Racot de Grandval
Nicolas Racot de Grandval, genannt „Le Père Grandval“, (* 1676 in Paris; † 16. November 1753 ebenda) war ein französischer Komponist, Cembalist und Dramaturg.
Nicolas Racot war der Sohn des Schauspielers und Kunstmalers Daniel Racot de Grandval und der Marguerite Poirier. Schon in seiner Kindheit wirkte Racot in der Schauspieltruppe seiner Eltern mit. Durch diese Tätigkeit lernte er den Schauspieler und Autor Dancourt an der Comédie-Française kennen. In den Jahren 1695 und 1696 begleitete Racot am Cembalo die Mehrzahl der Divertissements und Hofballette, die am Hof von Versailles gegeben wurden. Danach war Racot Organist an der Kirche St-Eustache.
Racot schuf zahlreiche Vaudevilles und vertonte mehrere Theaterstücke für Dancourt und Marc-Antoine Legrand.
Neben einigen Komödien burlesken Charakters mit Titeln wie: Le Pot de chambre cassé, schrieb er unter dem Pseudonym Cartouchivandeck einen Almanach des proverbes pour l’année 1745, eine Sprichwörtersammlung.
Sein Sohn Charles-François Racot de Grandval war ebenfalls Schauspieler und Dramaturg.

## Werke (Auswahl)
- Le Vice puni, ou Cartouche Gedichte (Antwerpen, 1723)[1]
- La Matrone d’Ephèse, Kantate mit fünf Personen, jedoch nur einen Sänger
- Rien du tout, Arie für Sopran und Orchester